# Intégrale non élémentaire
En mathématiques, une intégrale non élémentaire est une intégrale qui n'a aucune formule en termes de fonctions élémentaires.
L'existence de telles fonctions a été démontrée par Joseph Liouville en 1835.
Parmi les intégrales non élémentaires, on peut citer 
- {\displaystyle R\left(t,{\sqrt {P(t)}}\right)} où R est une fonction rationnelle à deux variables, P est une fonction polynomiale de degré 3 ou 4 avec des racines simples, qui donnent les intégrales elliptiques ;
- {\displaystyle {\frac {1}{\ln x}}}, qui donne le logarithme intégral ;
- {\displaystyle \mathrm {e} ^{-{\frac {x^{2}}{2}}}}, à l'origine de la loi normale.

## Propriétés
Les primitives non-élémentaires peuvent souvent être calculées à partir de leurs séries de Taylor. Même s'il n'existe pas de fonction élémentaire définissant la primitive, celle-ci peut toujours être intégrée terme à terme, ce qui donne la série de Taylor de la primitive pour un même rayon de convergence. Cependant, même si l'intégrande a une série de Taylor convergente, sa suite de coefficients n'aura pas de formule élémentaire et doit être évaluée terme à terme, avec la même limitation pour la série de Taylor de l'intégrale.
Même si on ne peut pas exprimer une intégrale indéfinie en termes élémentaires, il reste possible d'approcher une intégrale définie correspondante par intégration numérique. Il est aussi possible, quand il n'y a pas de primitive élémentaire, d'utiliser des intégrales définies spécifiques (souvent des intégrales impropres sur des intervalles non bornés) pour les évaluer en termes élémentaires ; c'est le cas de l'intégrale de Gauss.
La fermeture de l'intégration de l'ensemble des fonctions élémentaires est l'ensemble des fonctions de Liouville.